# الأرنب بيتر (فلم)
الأرنب بيتر (بالإنجليزية: Peter Rabbit) هو فيلم رسوم متحركة 3 دي أمريكي أسترالي تم إنتاجه في سنة 2018، وهو من إخراج ويل جلوك وبطولة جيمس كوردن وروز بيرن ودومينال غليسون وسام نيل وديزي ريدلي ومارجوت روبي وإليزابيث ديبيكي، قصة الفيلم مبنية على رواية الأرنب بيتر لمؤلفتها بياتريكس بوتر والتي تروي قصة أرنب يحاول التسلل إلى حديقة مُزارع مملوءة بالخضروات. تم طرح الفيلم في فبراير 2018 وتجاوزت أرباحه فوق 146 مليون دولار أمريكي حيث أصبح تاسع أكثر الأفلام أرباح في سنة 2018.

## القصة
تبدأ القصة بالأرنب (بيتر) (جيمس كوردن) وأخواته التوأم (كوتونتيل) (ديزي ريدلي) و(موبسي) (إليزابيث ديبيكي) و(فلوبسي) (مارجوت روبي) وإبنه عمهم (بنجامين) (كولن مودي) وهم يحاولون سرقة الخضروات من حديقة السيد (مكريغور) (سام نيل) كعادتهم. وفي أحد الأيام يذهب الأرنب (بيتر) بمفرده لسرقة حديقة السيد (مكريغور) فقوم السيد (مكريغور) بالإمساك به لكنه يسقط ميتاً بسب إتباعه لعادات الطعام الغير صحية وأسلوب الحياة المرفه, كما إن عمره قد تجاوز السبعين العاماً. فيذهب الأرنب (بيتر) إلي عائلته ويخبرهم بما حدث فيقررون هم وأصدقائهم الحيوانات بإقامة حفل في منزل السيد (مكريغور) وتناول ما يشائون من حديقته. في لندن يعمل (توماس مكريغور) في متجر كبير بجد وبدقة فائقة ويحلم بأن يصبح معاون المدير في المتجر, فيتم إستدعائه في أحد الأيام إلي مكتب المدير التنفيذي (ماريان جين بابتيست) وكان يظن إنه سينال ترقيته لكنه يتلقي خبر وفاة عمه السيد (مكريغور) الذي لم يكن يعلم عنه شيئاً, لكنه لم يكن يهتم كان كل ما يهمه هو الحصول علي الترقية لكنه يغضب بشدة عندما علم إن المنصب الذي يحلم به أصبح لشخص أخر من أحد أقارب مالك المتجر فيتم طرده بسبب تخريبه لبعض سلع المتجر. يأتي ساعي البريد إلي شقة (توماس) ويخبره أنه قد ورث حديقة ومنزل عمه (مكريغور) في ريف (وندرمير) وهو ريف باهظ الثمن, فيسعد (توماس) بهذا الخبر ويقرر الذهاب إلي هناك لمعاينة المنزل والحديقة قبل بيعهما لكي يفتتح متجر ألعاب لينافس المتجر الذي كان يعمل فيه سابقاً. يذهب (توماس) إلي الريف لكنه يتفاجئ عندما يدخل المنزل فقد قامت الحيوانات بتخريب المنزل. في الصباح التالي يستيقظ (توماس) ويقرر تنظيف المنزل. لكن الأرانب لا يعجبهم هذا ويخططون لإبعاد (توماس) لكي يستمتعوا بتناول الخضروات من الحديقة بحرية. تأتي (بيا) (روز بيرن) وهي جارة الأرانب وتحبهم كثيراً وجارة (توماس) وتذهب لتلقي التحية. تخطط الأرانب بقيادة الأرنب (بيتر) لإبعاد (توماس) عن المنزل ويحاولون بكل الطرق الممكنة, إلي أن يصل الحد إلي أن يذهب (توماس) لشراء العديد من الأغراض للتخلص من الأرانب من بينها المتفجرات. في أحد الأيام يقوم الأرانب بإزعاج (توماس) كثيراً فيقرر رميهم بالمتفجرات بعد أن قام بإخفاءها في الشجرة التي يعش فيها الأرانب, لكن تأتي (بيا) وتتحدث معه فيسقط جهاز التفجير من يد (توماس) فيري الأرنب (بيتر) زر التفجير فيقرر الضغط علي الزر مما يتسبب في تفجر الشجرة وسقوطها علي جزء من منزل (بي) فتغضب (بي) كثيراً وتقرر مغادرة البلاد والذهاب إلي فرنسا. يشعر الأرنب (بيتر) بالذنب فيقرر هو وعائلته منع (بيا) من المغادرة فتقوم (كوتونتيل) و(موبسي) و(فلوبسي) بمنع (بيا) من المغادرة حتي يصل (بيتر) و(بنجامين) إلي (توماس) ويقنعانه بالعودة إلي (وندرمير) لمنع (بي) من مغادرة البلاد. فأتي معهما ويري الأرنب (بيتر) جهاز التفجير لـ(بيا), فتعرف (بي) إن (بيتر) هو من كان السبب في ذلك فتقرر البقاء.

## البطولة
- جيمس كوردن بدور الأرنب بيتر
- دومينال غليسون بدور توماس مكريغور
- روز بيرن بدور بيا
- سام نيل بدور السيد مكريغور
- ماريان جين بابتيست بدور المديرة
- فيليكس وليامسون بدور ديريك
- ديزي ريدلي بدور الأرنبة كوتونتيل
- مارجوت روبي بدور الأرنبة فلوبسي
- إليزابيث ديبيكي بدور الأرنبة موبسي
- كولن مودي بدور الأرنب بنجامين
- دومينال غليسون بدور الأرنب جيريمي فيشر
- روز بيرن بدور البطة جيميما بدل
- سام نيل بدور الثعلب تومي بروك
- سيا فورلر بدور السنجابة تيغي ونكل
- فايسل بازي بدور الثعلب تود
- إيون ليزلي بدور الخنزير بغلنغ بلاند
- كرستيان غزال بدور فيليكس دير
- راشيل وارد بدور الأرنبة جوزفين
- بريان براون بدور السيد أرنب
- ديفيد وينهام بدور الفأر جوني تاون
- ألكسندرا غلوك بدور الفأرة تارين غلوك
- ويل رايخلت بدور الغراب جي دبليو
- ينسن كارب بدور الطائر راب

## التقييم
حصل الفيلم على تقييم 59% في موقع الطماطم الفاسدة وذكر النقاد أن الفيلم نجح بأن يعكس قصة بياتريكس بوتر للأطفال. في موقع ميتاكريتيك حصل الفيلم على درجة 52 من 100 وعلى 24 نقد بين الإيجابي والسلبي.

## وصلات خارجية
- مقالات تستعمل روابط فنية بلا صلة مع ويكي بيانات

- الموقع الرسمي
- الأرنب بيتر على قاعدة بيانات الأفلام على الإنترنت